# Magnecule
Een magnecule is een soort van magnetische molecule. Het woord is een porte-manteau van magneet en molecule. Magneculen worden beschreven door Ruggero Santilli die door sommigen als pseudowetenschapper wordt beschouwd.
Bij een niet-gemagnetiseerd magnetisch materiaal heffen de magnetische velden van de magneculen elkaar op. De magneculen (te beschouwen als minuscule magneten) liggen dan willekeurig door elkaar, zo dat er geen magnetisch veld naar buiten wordt gevormd. Bij een gemagnetiseerd magnetisch materiaal worden de magneculen zo gericht dat hun magnetische velden zich samenvoegen tot een resulterend veld dat wel een magnetische werking naar buiten veroorzaakt.